# Дурниха (деревня)
Дурни́ха — деревня в Раменском муниципальном районе Московской области. Входит в состав сельского поселения Софьинское. Население — 381 чел. (2010).

## Название
Название связано с некалендарным личным именем Дурной.

## География
Деревня Дурниха расположена в западной части Раменского района, примерно в 6 км к западу от города Раменское. Высота над уровнем моря 117 м. В 1,5 км к востоку от деревни протекает река Москва. К деревне приписано СНТ Флора. Ближайший населённый пункт — деревня Шилово.

## История
В 1926 году деревня являлась центром Дурнихинского сельсовета Чулковской волости Бронницкого уезда Московской губернии.
С 1929 года — населённый пункт в составе Раменского района Московского округа Московской области.
До муниципальной реформы 2006 года деревня входила в состав Софьинского сельского округа Раменского района.

## Население
| 1926 | 2002 | 2010 |
| ---- | ---- | ---- |
| 534  | ↘211 | ↗381 |

В 1926 году в деревне проживало 534 человека (245 мужчин, 289 женщин), насчитывалось 117 хозяйств, из которых 113 было крестьянских. По переписи 2002 года — 211 человек (91 мужчина, 120 женщин).

## Уроженцы
- Букотина, Анна Харитоновна (1910—1998) — доярка колхоза им. Тельмана Раменского района Московской области, Герой Социалистического Труда (1949).
- Дугин, Николай Дмитриевич (1921—1945) — капитан Рабоче-крестьянской Красной Армии, Герой Советского Союза (1946).